# 대전 서구의회
대전 서구의회는 대전광역시 서구 지역을 관할하는 기초의회이다.